# Nemški Rovt
Nemški Rovt je naselje u slovenskoj Općini Bohinju. Nemški Rovt se nalazi u pokrajini Gorenjskoj i statističkoj regiji Gorenjskoj. 

## Stanovništvo
Prema popisu stanovništva iz 2002. godine naselje je imalo 105 stanovnika.